# Pendulum
Pendulum är ett australiensiskt/brittiskt rock/drum and bass-band, ursprungligen baserade i Perth, Australien, men sedan 2003 i Storbritannien.

## Historik
Pendulum bildades i Perth, Western Australia 2002 och släppte sin första singel, "Vault", 2003. Efter flera andra singlar släppte de sitt debutalbum, Hold Your Colour, 2005. Det andra albumet, In Silico släpptes i maj 2008, dagen efter bandets spelning på Radio 1's Big Weekend i Maidstone, Kent. Den andra singeln från albumet, "Propane Nightmares", är deras största hit hittills, som bäst på nionde plats på UK Singles Chart. Deras tredje album, Immersion släpptes maj 2010 med influenser ifrån dubstep och heavy metal.
Pendulum spelade på otaliga festivaler under 2008, bland andra Reading- och Leedsfestivalerna, T in the Park, Creamfields och Download Festival. De åtog sig också sin första turné i Nordamerika. Den fjärde och femte december samma år filmade bandet en live-DVD, på Brixton Academy, som släpptes i juni 2009.
Under 2009 uppträdde Pendulum på Download Festival, Glastonbury Festival, Open'er Festival, Isle of Wight Festival, Planet Festival, Rock Werchter, Pinkpop, Dance Island, Sonisphere Oxegen, och T in The Park. De uppträdde för första gången i Sverige på Pier Pressure-festivalen 2010.

## Musikstil
Pendulum-soundet är vanligtvis låga bassgångar, och överlappande synthljud. När Pendulum började producera musik i Australien var musiken mer drum and bass-influerad än musiken de är kända för idag. Kända låtar som "Vault, "Back to You", "Voyager" och "Toxic Shock", som släpptes på små bolag som Uprising Records, Renegade Hardware, och Low Profile Records, har en mörkare, mer melodisk känsla i sig som inte återfinns på deras senare produktioner, som lutar mer åt ett strömlinjeformat dance-sound. Tidiga låtar som "Another Planet", verkar indikera en samhörighet med ett mer globalt sound, liknande andra Breakbeat Kaos artister, som DJ Fresh och Adam F.
Bandet har producerat olika remixar av andra artister, av vilka den mest kända är remixen på "Voodoo People", av The Prodigy. Pendulums låtar har också remixats. 2006 remixades deras samarbete med Freestylers, "Painkiller", av NOISIA.

## Medlemmar

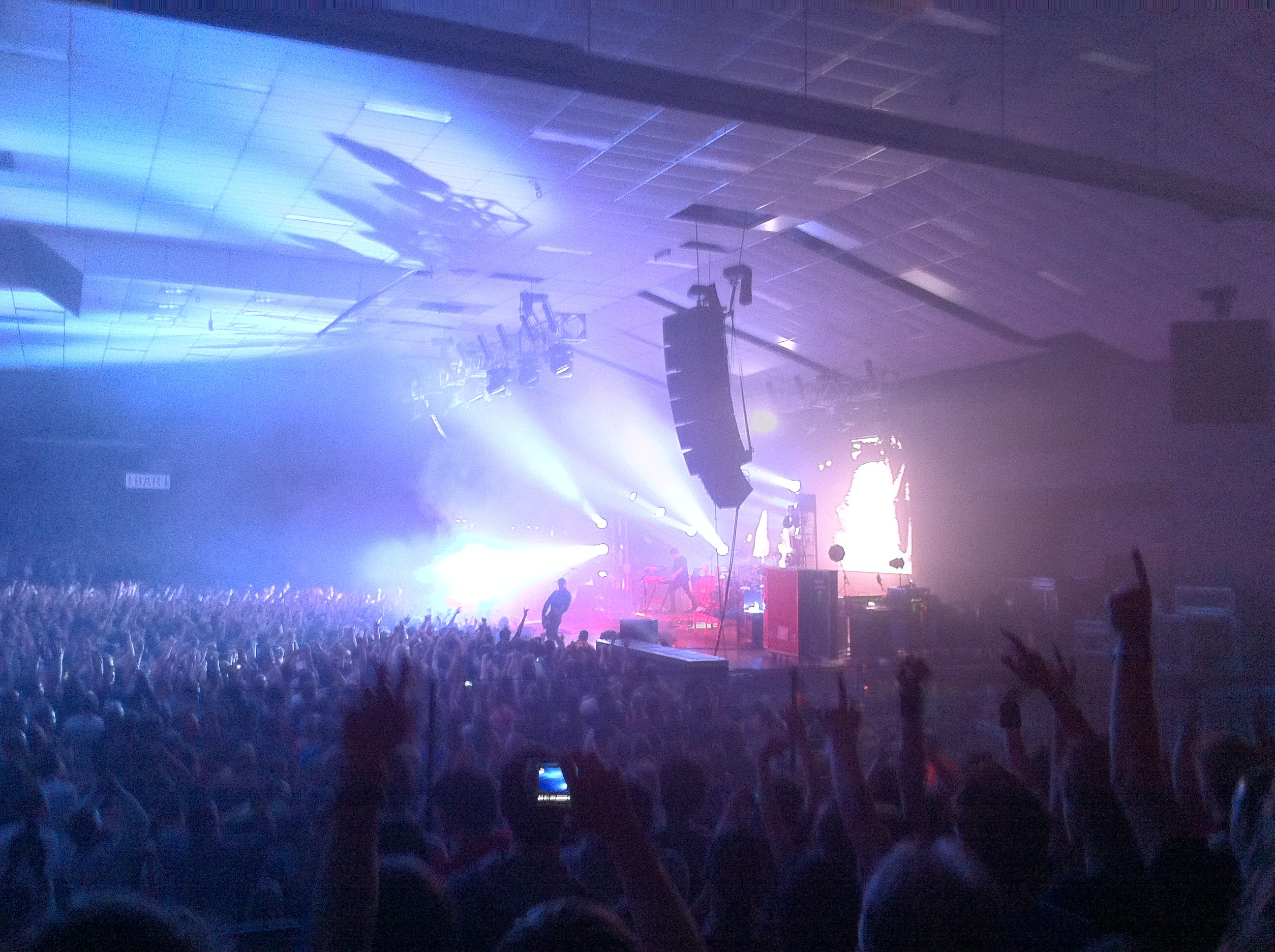
Live, Melbourne 2010.

### Nuvarande medlemmar
- Rob Swire – låtskrivare, producent, sång, synthesizer, keyboard, basgitarr (2002–)
- Gareth McGrillen – låtskrivare, producent, DJ, basgitarr, sång (2002–), MC (2016–)
- Peredur ap Gwynedd – gitarr (2006–)
- Paul "El Hornet" Harding – låtskrivare, producent, DJ (2002–)
- Kevin Joseph Sawka – trummor (2009–)

### Tidigare medlemmar
- Paul Kodish – trummor (2006–2009)
- Ben "The Verse" Mount – MC (2008–2018)

### Turnerande medlemmar
- Jermaine Jacobs (MC Jakes) – MC (2006–2008)
- Matt White – gitarr (2006–2008)

## Diskografi

### Studioalbum
- Hold Your Colour (2005)
- In Silico (2008)
- Immersion (2010)
- Inertia (2025)

### DVD
- Live At Brixton Academy (2009)